# スリープス・ウィズ・エンジェルズ
『スリープス・ウィズ・エンジェルズ』（Sleeps with Angels）は、ニール・ヤングが1994年に発表した20作目のスタジオ・アルバム。

## 背景
『傷だらけの栄光』（1990年）以来となるクレイジー・ホースと連名のスタジオ・アルバムだが、ヤングは1991年のツアーでもクレイジー・ホースと共演しており、その模様は『Weld』、『Arc』といったライヴ・アルバムに収録されている。タイトル曲は1994年4月に自殺したカート・コバーン（遺書にヤングの曲「マイ・マイ、ヘイ・ヘイ（アウト・オブ・ザ・ブルー）」の歌詞を引用していた）を追悼した曲といわれており、同作の歌詞はコバーンとコートニー・ラヴの関係について言及した可能性も指摘されているが、ヤング自身は1995年のインタビューにおいて「"Sleeps with Angels"は『多くの悲しい場面』と言える様々な状況からの含みを持たせた曲だ」と語り、コバーンとの関係については明言を避けた。音楽的には、『傷だらけの栄光』のガレージロック色と『ハーヴェスト・ムーン』（1992年）のフォーク色を融合した作品とみなされている。また、クレイジー・ホースのベーシストであるビリー・タルボットは、本作の方向性について「やたらと気味が悪くて、神秘的で、とことん変わっている」と語っている。
「プライム・オブ・ライフ」と「セイフウェイ・カート」では、ヤング自身がフルートを吹いた。「ウェスタン・ヒーロー」と「トレイン・オブ・ラヴ」は、同じメロディを共有した曲である。

## 反響・評価
アメリカでは12週Billboard 200入りし、1994年9月3日付のチャートで最高9位を記録した。第37回グラミー賞では最優秀ロック・アルバム賞にノミネートされた。
全英アルバムチャートでは2位に達し、『ハーヴェスト』（1972年）以来22年ぶりの全英トップ3入りを果たした。スウェーデンのアルバム・チャートでは2週連続で2位となり、合計9週トップ50入り（うち4週はトップ5入り）した。
William Ruhlmannはオールミュージックにおいて5点満点中3.5点を付け「再びクレイジー・ホースと組み、長大な"Change Your Mind"や騒々しい"Piece of Crap"といった、典型的なロックの楽曲も含まれているとはいえ、冒頭の"My Heart"と締め括りの"A Dream That Can Last"は『アフター・ザ・ゴールド・ラッシュ』に収録されていてもおかしくないピアノ中心のバラードで、カントリー・フォーク系の"Train of Love"は『ハーヴェスト』のアウトテイクのようであり、タイトル曲は鋭利なグランジで、ニール・ヤングが往年のバック・アップ・グループと組んだアルバムとしては、以前よりも音楽的に幅広い」と評している。また、デヴィッド・ブラウンは『エンターテインメント・ウィークリー』のレビューでB-を付け「本作で聴ける音楽の大部分は陰気でガチャガチャしており、普段は雷鳴のような音を出すバンドが麻袋にくるまれたかのようである。ニールの闇を表した作品とも、彼がここ何年かの間に作ってきた音楽の中でも特に挑戦的かつ実験的な作品とも言える」と評している。

## 収録曲
特記なき楽曲はニール・ヤング作。
1. マイ・ハート - "My Heart" - 2:45
2. プライム・オブ・ライフ - "Prime of Life" - 4:04
3. ドライヴ・バイ - "Driveby" - 4:44
4. スリープス・ウィズ・エンジェルズ - "Sleeps with Angels" - 2:45
5. ウェスタン・ヒーロー - "Western Hero" - 4:00
6. チェンジ・ユア・マインド - "Change Your Mind" - 14:39
7. ブルー・エデン - "Blue Eden" (Neil Young, Frank Sampedro, Billy Talbot, Ralph Molina) - 6:23
8. セイフウェイ・カート - "Safeway Cart" - 6:32
9. トレイン・オブ・ラヴ - "Train of Love" - 4:00
10. トランス・アム - "Trans Am" - 4:07
11. ピース・オブ・クラップ - "Piece of Crap" - 3:15
12. 夢の彷徨 - "A Dream That Can Last" - 5:30

## 参加ミュージシャン
- ニール・ヤング - リード・ボーカル、ギター、ハーモニカ、タック・ピアノ、アコーディオン、フルート
- フランク・サンペドロ - ギター、バス・マリンバ、ピアノ、エレクトリックピアノ、シンセサイザー
- ビリー・タルボット（英語版） - ベース、バス・マリンバ、ヴィブラフォン
- ラルフ・モリーナ - ドラムス